# Tephritis vittipes
Tephritis vittipes är en tvåvingeart som först beskrevs av Camillo Rondani 1868.  Tephritis vittipes ingår i släktet Tephritis och familjen borrflugor. Inga underarter finns listade i Catalogue of Life.